# Kneginje Ljubice
La rue Kneginje Ljubice (en serbe cyrillique : Кнегиње Љубице) ou rue de la princesse Ljubica, est une rue de Belgrade, la capitale de la Serbie, située dans la municipalité urbaine de Stari grad.

## Parcours
La rue Kneginje Ljubice naît au carrefour des rues Zmaj Jovina, dont elle constitue de le prolongement, et Vase Čarapića. Elle oriente sa course vers le nord-ouest et traverse les rues Braće Jugovića, Simina, Gospodar Jevremova et Cara Dušana. Elle continue son parcours vers le nord-ouest et croise la rue Skender begova ; elle laisse sur sa droite Gundulićev venac et aboutit dans la rue Dunavska.

## Architecture
La maison d'Andra Đorđević située au n° 21, a été construite en 1888 sur des plans de l'architecte Andra Stevanović dans un style académique ; elle est inscrite sur la liste des biens culturels de la ville de Belgrade. La maison de Đorđe Krstić a été construite en 1890 dans le style académique du XIXe siècle pour le peintre Đorđe Krstić (1851-1907), un des maîtres du réalisme pictural, qui y vécut, y travailla et y mourut ; elle est inscrite sur la liste des biens culturels de la ville de Belgrade. La maison de Jovan Skerlić est située 42 rue Gospodar Jovanova et 17 rue Kneginje Ljubice ; elle a été construite pour le critique littéraire Jovan Skerlić (1877-1914) dans la première décennie du XXe siècle comme un édifice résidentiel ; cette maison d'angle a été conçue dans le style de l'Art nouveau et est elle aussi classée.